# Lockwitztalbrücke

Abtragung der Vertikalkräfte

Die Lockwitztalbrücke im Südosten Dresdens ist die längste der elf Großbrücken der vierstreifigen Autobahn 17 von Dresden nach Prag. Sie überspannt das Tal des Lockwitzbaches bei Dresden-Lockwitz.

## Beschreibung

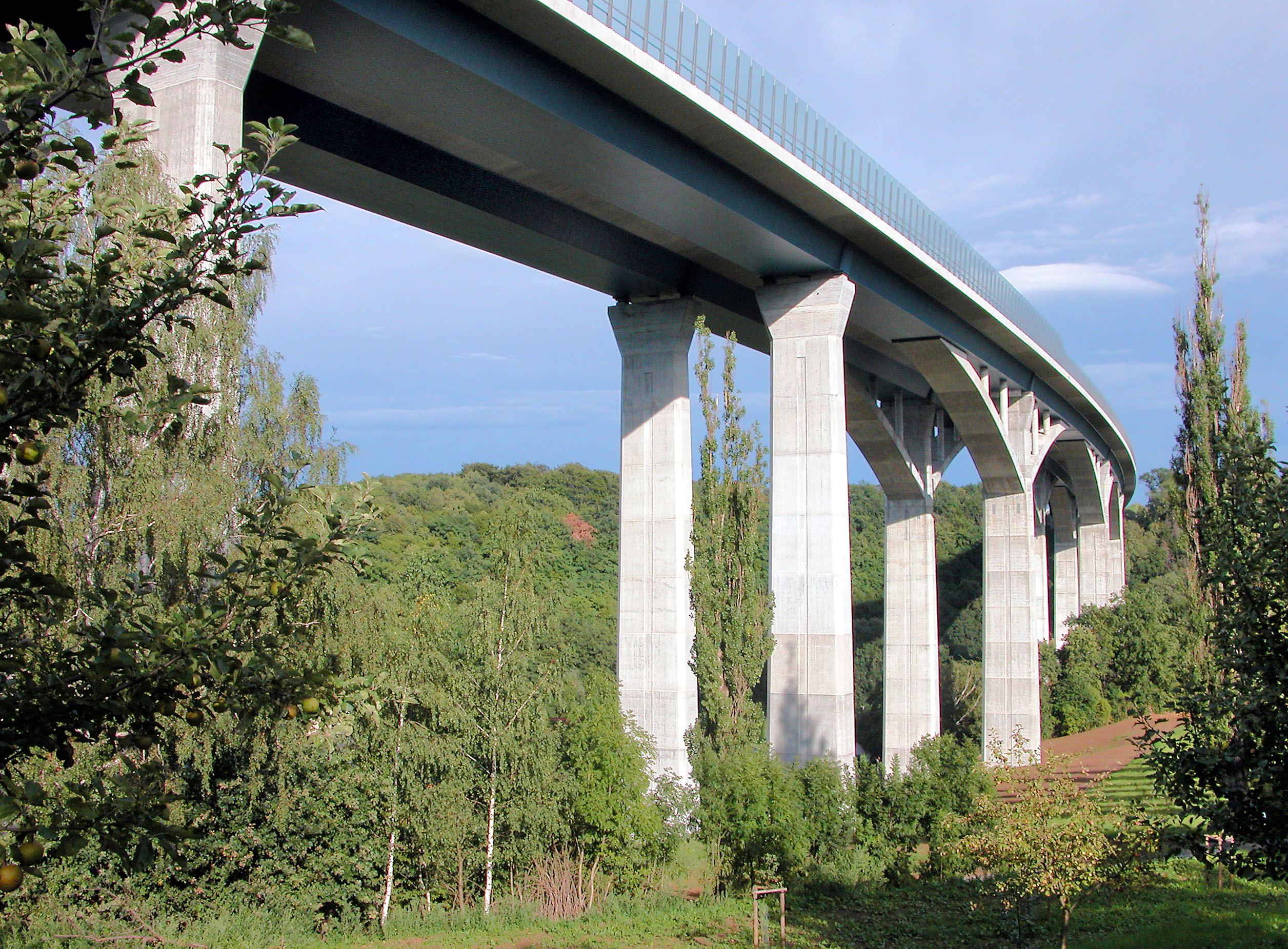
Lockwitztalbrücke in Dresden

Die Doppelbrücke mit zwei Überbauten ist 723 Meter lang, hat je acht Pfeiler und Spannweiten von 48 m + 60 m + 65 m + 70 m + 85 m + 125 m + 125 m + 85 m + 60 m, mit der sie das Lockwitztal in maximal 64 m Höhe überquert. Im Grundriss hat sie einen Kreisradius von 2500 m. Die Querneigung beträgt 3,5 %. Der 3,0 m hohe Fahrbahnträger ist ein Stahlverbund-Hohlkasten, der unten 6,5 m breite Untergurt ein offener U-Querschnitt aus Stahl. Die Bögen, Fahrbahnplatte und Pfeiler sind aus Stahlbeton.
Die Brücke sieht aus wie eine Bogenbrücke, aber der unter der Fahrbahn liegende Halbbogen wirkt wie eine Schrägstrebe (analog zum Kopfband im Dachstuhl), deren Horizontalkräfte durch den Überbau mit dem gegenüberliegenden Halbbogen im Gleichgewicht stehen.
Die Brücke sollte möglichst wenige Stützpfeiler haben, um das Fauna-Flora-Habitat im Tal der Lockwitzbaches nicht zu stören. Deshalb wurde zwischen den drei Stützen mit den größten Spannweiten zur Unterstützung des Überbaus ein Bogensystem unter diesem angeordnet. An diesen drei Hauptpfeilern sind nach rechts und links im Überbau verankerte 50 m lange Halbbögen wie Arme angeordnet. Die Bögen haben einen Querschnitt von 5,5 m × 1,6 m und einen Kreisradius von 140 m. Sie sind biegesteif mit den Pfeilern und dem Überbau verbunden. Zusätzlich wurden zur Aufnahme von Zugkräften die Bogenhälften mit 10 Spanngliedern ohne Verbund, je 3 MN Spannkraft und im Hohlkasten angeordnet, gegenseitig zurückgehängt. Die Halbbögen treffen sich im Scheitelpunkt nicht, sie bilden aber zusammen mit dem Überbau als Tragwerk eine sogenannte in sich (im Überbau) verankerte Bogenbrücke.
Die Montage und der Einschub des Stahlkastens im Taktschiebeverfahren wurde von einer Seite ausgeführt. Dazu wurden zusätzliche Hilfsstützen in den vier großen Feldern errichtet. Der Bau der Bögen erfolgte nach dem Einschub an den Pfeilers immer symmetrisch auf beiden Seiten mit einem an Hilfsabspannungen zurückgehängten Freivorbau und einer am Überbau hochgehängten Schalung. Dadurch konnte die Beanspruchung und Verformung der Pfeiler minimiert werden. Auf den Pfeilern liegt der Stahlhohlkasten, in dem auch Leitungen für Energie und Abwasser untergebracht sind. Abgeschlossen wird er oben durch die Fahrbahnplatte aus Stahlbeton.
Das Tragwerk der drei bogentragenden Pfeiler ist ein monolithischer Rahmen, der die Brücke aussteift. Die Verformungen von Stahl und Beton durch Temperaturänderungen und Verkehrslasten werden in seitlichen Verschiebelagern ausgeglichen. Auf den fünf Pfeilern ohne Bögen sind horizontal bewegliche Lager angeordnet. Die vier nördlichen Pfeiler sind bis zu 13 m tief auf Bohrpfählen gegründet, die restlichen Pfeiler besitzen eine Flachgründung.

## Bauphase
Geplant wurde das Projekt von dem Ingenieurbüro Leonhardt, Andrä und Partner.
Im Sommer 2002 wurde mit dem Bau der Brücke begonnen. Ende des Jahres waren bereits die ersten Pfeiler fertig. Zuerst wurde die Nordseite der Brücke errichtet. Die Insolvenz der ausführenden Betonbaufirma Anfang 2004 führte zu einem sechsmonatigen Bauverzug. Am 22. Juli 2005 konnte der erste Brückenteil für den Verkehr freigegeben werden, am 13. Dezember 2005 folgte die zweite (südliche) Brückenhälfte. Die Baukosten betrugen 32 Millionen Euro.
Der Bau der Brücke forderte ein Menschenleben, ein Bauarbeiter wurde bei den Montagearbeiten zerquetscht.
Die Lockwitztalbrücke wurde mit dem „Award for Transportation Structures 2008“ der Institution of Structural Engineers ausgezeichnet.